# Dillendorf
Dillendorf település Németországban, Rajna-vidék-Pfalz tartományban. Lakosainak száma 556 fő (2023. december 31.). Dillendorf Nieder Kostenz, Niedersohren, Dill, Sohrschied, Hecken és Kirchberg községekkel határos.

## Népesség
A település népességének változása:
| Lakosok száma | 359  | 614  | 582  | 573  | 562  | 564  | 556  |
|               | 1975 | 2010 | 2017 | 2019 | 2021 | 2022 | 2023 |